# Arctica (strip)
Arctica is een Franse stripreeks bestaande uit 13 delen van Daniel Pecqueur . De tekeningen zijn van de Serviër Bojan Kovacevic en de inkleuring wordt verzorgd door Pierre Schelle. De hele stripserie is uitgebracht door Silverster .

## Verhaallijn
Arctica is een sciencefiction avonturenverhaal over de strijd tegen androïden en van de buitenaardse invloeden op aarde, waarbij de mensheid in een race tegen de klok verwikkeld raakt. De hoofdpersoon is jachtvlieger Dakota. Zijn werk is het opruimen van ijsbergen om het vrachtverkeer van schepen een veilige doorvaart te garanderen. Op een dag ziet Dakota een eeuwen oude sarcofaag met hierin een meisje drijven. Dit is het begin van het avontuur waarin Dakota en Mismy terechtkomen.

## Albums
| 1     |  | Tienduizend jaar onder het ijs  | 2007-2009 |
| 2     |  | Het geheim van de diepte        | 2008-2009 |
| 3     |  | De passagier uit de prehistorie | 2009-2010 |
| 4     |  | Onthullingen                    | 2010-2011 |
| 5     |  | Bestemming Aarde                | 2013      |
| 6     |  | De voortvluchtigen              | 2014      |
| 7     |  | Boodschapper uit de kosmos      | 2015      |
| 8     |  | Ultimatum                       | 2016-2017 |
| 9     |  | Zwart commando                  | 2017      |
| 10    |  | Het complot                     | 2019      |
| 11    |  | Invasie                         | 2020-2021 |
| 12    |  | De laatste man                  | 2022      |
| 13    |  | De cyborgplaneet                | 2024-2025 |
| INT 1 |  | Tomes 1 à 3                     | 2017      |